# Amaral (football, 1987)
Pour les articles homonymes, voir Amaral.
Amaral, de son vrai nom Antonio Cleilson da Silva Feitosa, est un footballeur brésilien, né le 5 septembre 1987 à Fortaleza. Il évolue au poste de défenseur latéral droit au Fortaleza EC.

## Palmarès
- Champion des moins de 20 ans de la CONMEBOL en 2007 (en) avec l'équipe du Brésil des moins de 20 ans[2]
- Champion du Ceará en 2005 avec Fortaleza
- Champion de São Paulo en 2008 avec Palmeiras
- Vice-champion du Ceará en 2014 avec Fortaleza
- Vice-champion du Venezuela en 2012 avec Caracas[3]